# Tauchira obliqueannulata
Tauchira obliqueannulata är en insektsart som först beskrevs av Brunner von Wattenwyl 1898.  Tauchira obliqueannulata ingår i släktet Tauchira och familjen gräshoppor. Inga underarter finns listade i Catalogue of Life.